# Hostouň (okres Kladno)
Hostouň (officieel: Hostouň u Prahy - Duits: Hostaun) is een Tsjechische gemeente in de regio Midden-Bohemen en maakt deel uit van het district Kladno.
Hostouň telt 1509 inwoners (2023).

## Etymologie
De naam van het dorp is afgeleid van de naam van de eigenaar van de oorspronkelijke hoeve, Hostún. In eerste instantie werd naar het dorp verwezen als Hostouns erf, later officieel als Hostouň.

## Geografie
Langs een deel van de oostkant van de gemeente stroomt de Dobrovízskýbeek, een beschermd natuurmonument.
Ten noordoosten van het dorpscentrum, in de Kladenskástraat, groeien massieve essen, die meer dan 165 jaar oud zijn en beschermd zijn als gedenkboom.

## Geschiedenis
De eerste schriftelijke vermelding van Hostouň dateert van 1294. In die tijd behoorde het tot de bezittingen van de Praagse Burcht. Gedurende de meer dan 700 jaar lange geschiedenis was het dorp in het bezit van een groot aantal eigenaren, waarvan sommigen vaak slechts een deel bezaten, meestal een versterkt landgoed. Het belangrijkste landgoed was Šafránov, waarvan de restanten nog zichtbaar zijn.
Aan het particuliere bezit kwam in 1850 een einde. Hostouň werd toen ingedeeld in de nieuwe districten Smíchov en Unhošť. Sinds 1960 is Hostouň een zelfstandige gemeente binnen het district Kladno.
Sinds 2011 is het aantal inwoners gegroeid, wat enerzijds te wijten is aan de bouw van meer gezinswoningen, en anderzijds aan de relatief gunstige ligging ten opzichte van Praag.

### Joodse gemeenschap

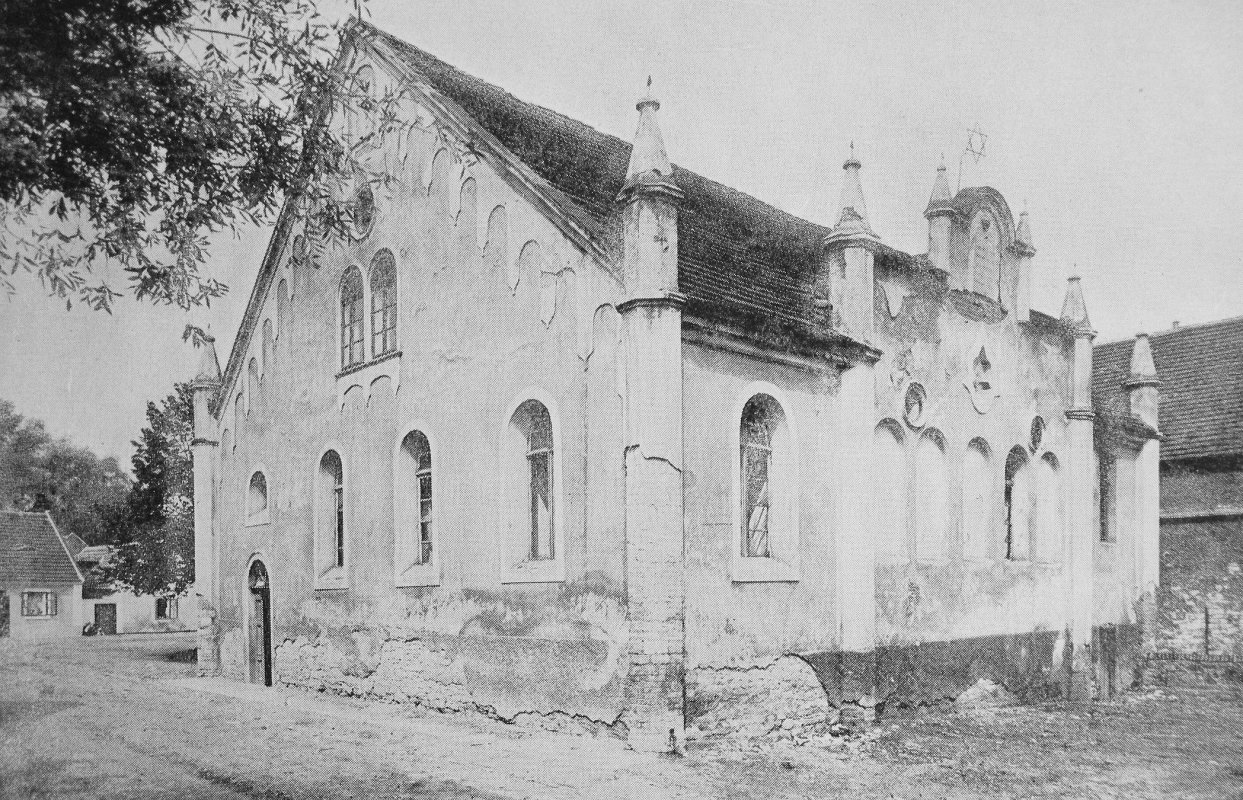
Voormalige synagoge

Hostouň had een grote en relatief belangrijke Joodse gemeenschap, vooral in de 18e en 19e eeuw. In 1852 werden 64 Joodse families vermeld. Ook was er een synagoge in het dorp. De synagoge beschikte over een eigen rabbijn, koosjer slachthuis en Joodse school. Het is niet bekend wanneer de synagoge werd gebouwd, maar de eerste schriftelijke vermelding dateert van 1801. In de loop van de 19e eeuw werd de synagoge enigszins verbouwd. In 1929 kwam het gebouw in privébezit en deed het dienst als winkel en magazijn, en na de Tweede Wereldoorlog als schildersatelier. Ergens tussen 1950 en 1960 is de gebedsruimte afgebroken; in plaats daarvan werd een tuin aangelegd. Het achterste gedeelte van het gebouw — het woongedeelte — is bewaard gebleven en nog steeds in gebruik als woning. Het gebouw staat ten noorden van de kerk in de Pod Kostelemstraat.
De meeste Joodse families verhuisden in de tweede helft van de 19e eeuw als gevolg van de onderdrukking tijdens het Oostenrijks-Hongaars bestuur. Zij verhuisden vooral naar Kladno, Slaný en Praag. De laatste Joodse begrafenis werd in 1932 gedocumenteerd. De enige tastbare herinneringen aan de Joodse gemeenschap in Hostouň zijn de twee bewaard gebleven begraafplaatsen: de Oude en Nieuwe Joodse begraafplaats. Beide zijn thans in eigendom van de Joodse gemeenschap van Praag, die ze onderhoudt en renoveert.

## Demografie
Hieronder volgt een overzicht van de demografie sinds 1869:
| Jaar            | 1869 | 1880 | 1890 | 1900 | 1910 | 1921 | 1930 | 1950 | 1961 | 1970 | 1980 | 1991 | 2001 | 2011 | 2023 |
| --------------- | ---- | ---- | ---- | ---- | ---- | ---- | ---- | ---- | ---- | ---- | ---- | ---- | ---- | ---- | ---- |
| Aantal inwoners | 1215 | 1286 | 1437 | 1350 | 1317 | 1243 | 1352 | 1185 | 1177 | 1072 | 924  | 948  | 918  | 1049 | 1509 |
| Verschil        | –    | +71  | +151 | −87  | −33  | −73  | +109 | −167 | −8   | −105 | −148 | +24  | −30  | +131 | +460 |
| Aantal huizen   | 134  | 176  | 204  | 181  | 186  | 187  | 235  | 269  | 287  | 282  | 283  | 331  | 356  | 388  | 520  |
| Verschil        | –    | +42  | +28  | −23  | +5   | +1   | +48  | +34  | +18  | −5   | +1   | +48  | +25  | +32  | +132 |

## Voorzieningen

### Onderwijs
In Hostouň is een lagere school (1e tot 5e klas) gevestigd. In het schooljaar 2013-2014 had de school 42 leerlingen. De school heeft leerlingen uit Hostouň en het naburige Dobrovíz. Ook was er jarenlang een kleuterschool in het dorp gevestigd, maar die is in de 21e eeuw verplaatst naar Dobrovíz.

### Bibliotheek
Sinds 1890 is er een bibliotheek in het dorp. Deze werd gebouwd door de toen net opgerichte plaatselijke leesclub. De locatie van de bibliotheek is in de loop der jaren verschillende keren veranderd. In 1968 werd de bibliotheek verplaatst naar de huidige locatie, het gebouw van het toenmalige Lokaal Nationaal Comité. De collectie bestaat uit ongeveer 2700 boeken en tijdschriften.

### Sport

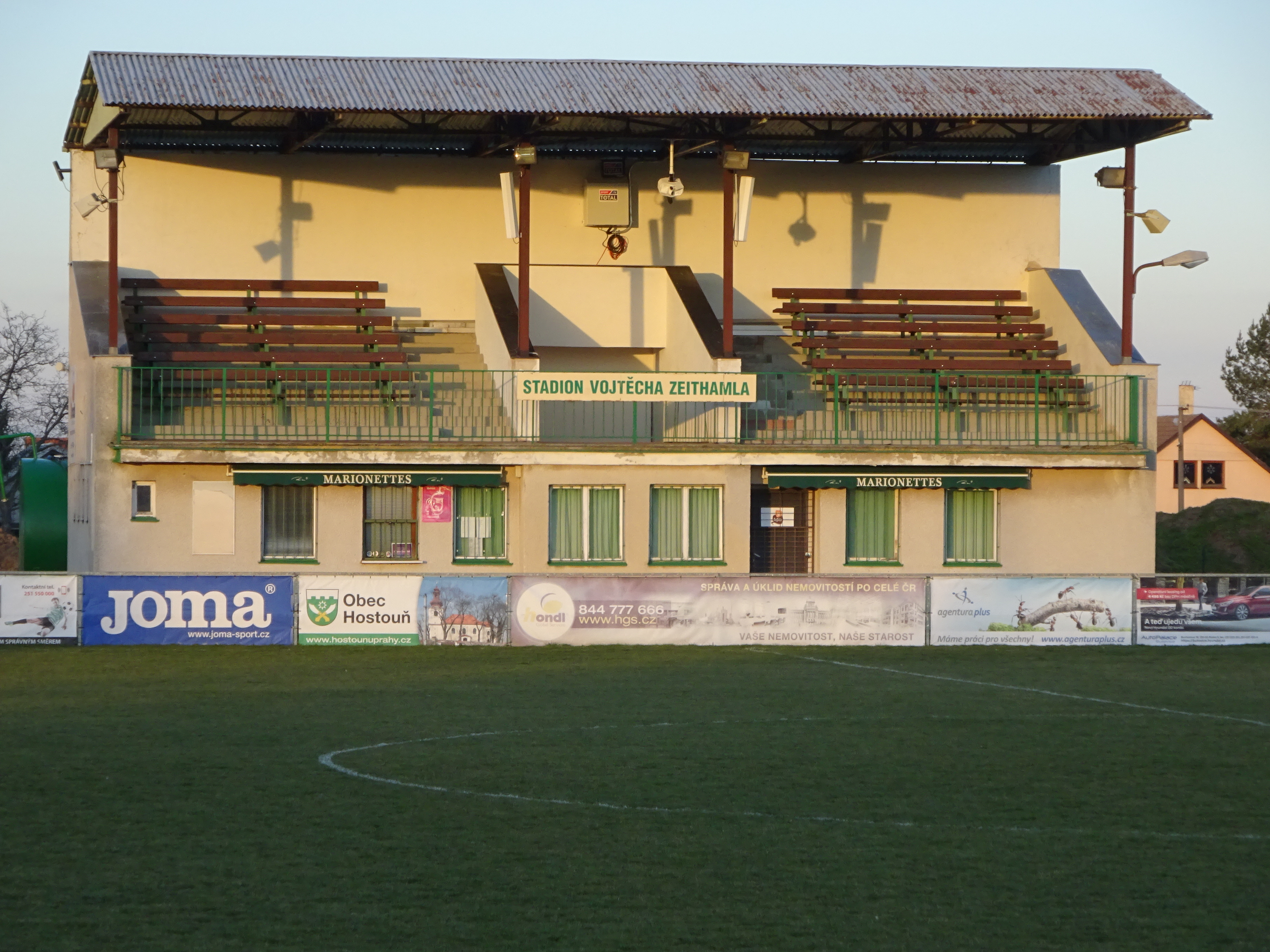
Tribune bij het voetbalveld

De grootste sport die wordt beoefend in het dorp is voetbal. Het huidige voetbalteam, Sokol Hostouň, werd in juli 1927 opgericht, toen nog onder de naam Čechie Hostouň. In 1922 was er al een team genaamd SK Hostouň, maar dat team stopte al na twee jaar met spelen. In 2016 behaalde de club Sokol Hostouň voor het eerst in de geschiedenis de tweede plaats in de regionale liga van Midden-Bohemen, waardoor het als eerste club ooit uit het district Kladno promoveerde naar de B-divisie.

## Bezienswaardigheden

### Sint-Bartholomeuskerk
De Sint-Bartholomeuskerk werd in de 14e eeuw in gotische stijl gebouwd. In de loop van de 18e eeuw kreeg de kerk een barokken uitstraling. In 1773 werd de toren gebouwd. Naast de kerk lag een kerkhof, maar tijdens de cholera-epidemie van 1832 bleek de capaciteit onvoldoende, waarna een nieuwe begraafplaats in gebruik werd genomen in de straat Lipová. De begraafplaats is heden ten dage nog steeds in gebruik.

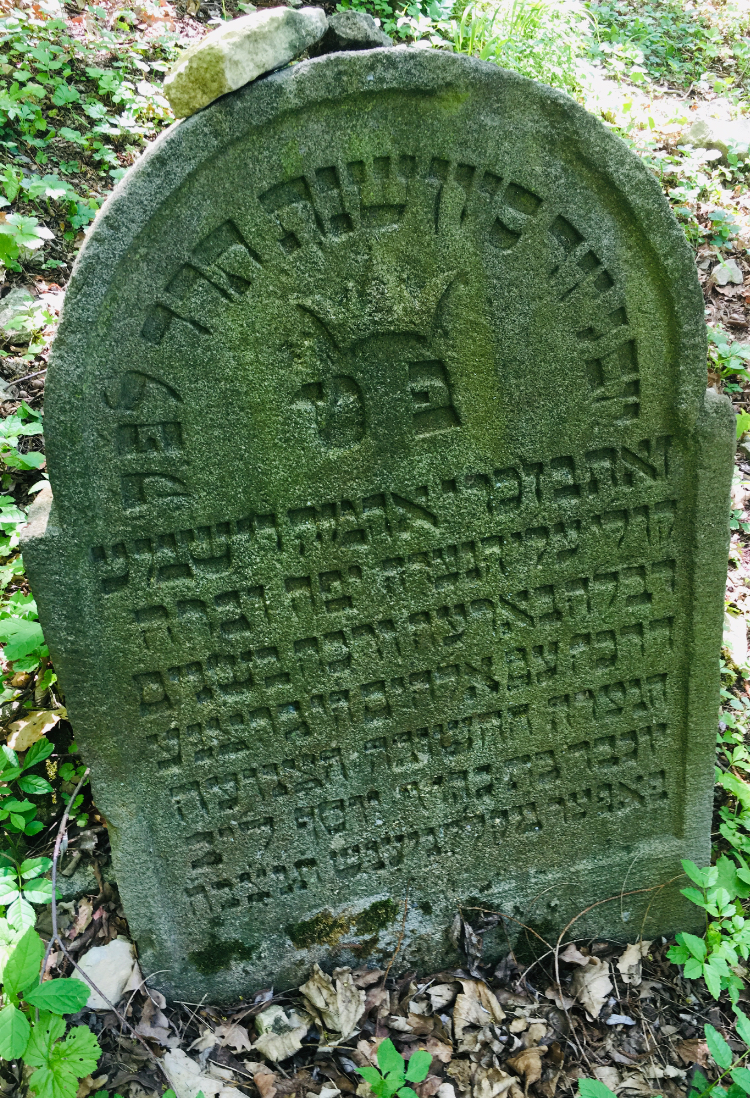
Grafsteen op de oude begraafplaats

### Joodse begraafplaatsen
De Oude Joodse begraafplaats ligt op een afgelegen, beboste heuvel bij de Sulovickýbeek, ongeveer 1 km ten zuidwesten van het centrum van Hostouň. De begraafplaats heeft een oppervlakte van ongeveer 0,12 hectare. Er zijn ongeveer veertig grafstenen bewaard gebleven, waarvan de oudste uit 1786 is. De begraafplaats was in gebruik tot 1848. In dat jaar werd een nieuwe begraafplaats dichter bij het dorp geopend. De Nieuwe Joodse begraafplaats heeft een oppervlakte van 0,15 hectare en heeft ongeveer 340 grafstenen uit de periode 1856-1936. Ook is er een stenen grafhuisje aanwezig.

## Verkeer en vervoer

### Autowegen

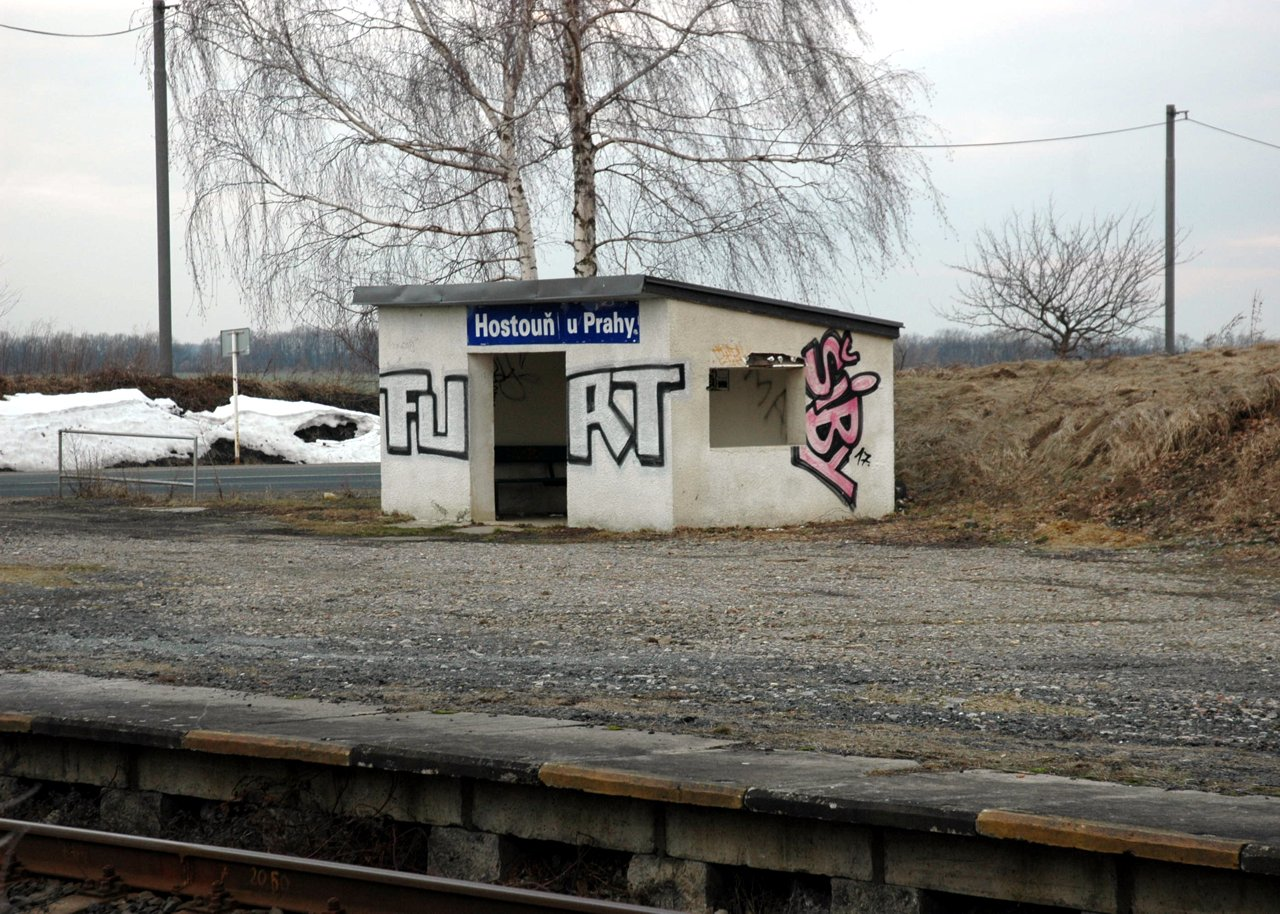
Abri op station Hostouň u Prahy

In 2008 werd snelweg D6 geopend, waardoor de verbinding met Praag aanzienlijk werd versneld. De snelweg ligt op minder dan 2 km afstand van het dorp.

### Spoorlijnen
Hostouň beschikt over een eigen station genaamd Hostouň u Prahy, op ongeveer 500 meter afstand van het dorp. Het station ligt aan spoorlijn 121 Hostivice - Podlešín. De spoorlijn werd in 1988 na jaren van onderhandelen en plannen geopend.

### Buslijnen
Het dorp wordt bediend door lijn 626 van Praags Geïntegreerd Vervoer, welke Hostouň verbindt met Praag enerzijds en Kladno anderzijds.

## Geboren
- František Josef Mach (1837-1914), Tsjechisch componist;
- Jan Náprstek (1858-1935), landbouwpoliticus, lid van de Rijksdag en districtsburgemeester van Unhošť;
- Jan Jiras (1948), voetballer - speelde in de jaren 1970 voor Sparta Praag, SK Kladno en FK Viktoria Žižkov;
- Josef Císařovský (1926-2017), schilder en kunstsmid;
- Miroslav Koubek (1928-2005), vertegenwoordiger van Tsjecho-Slowakije in de atletiekdiscipline en nationaal kampioen veldlopen.

## Trivia
- In 1974 werd de film Sokolovo van Otakar Vávra opgenomen, waarin onder meer de slachting van Lidice werd nagespeeld. De film werd opgenomen in Hostouň en diverse lokale inwoners traden op als figurant.[15]

## Galerij

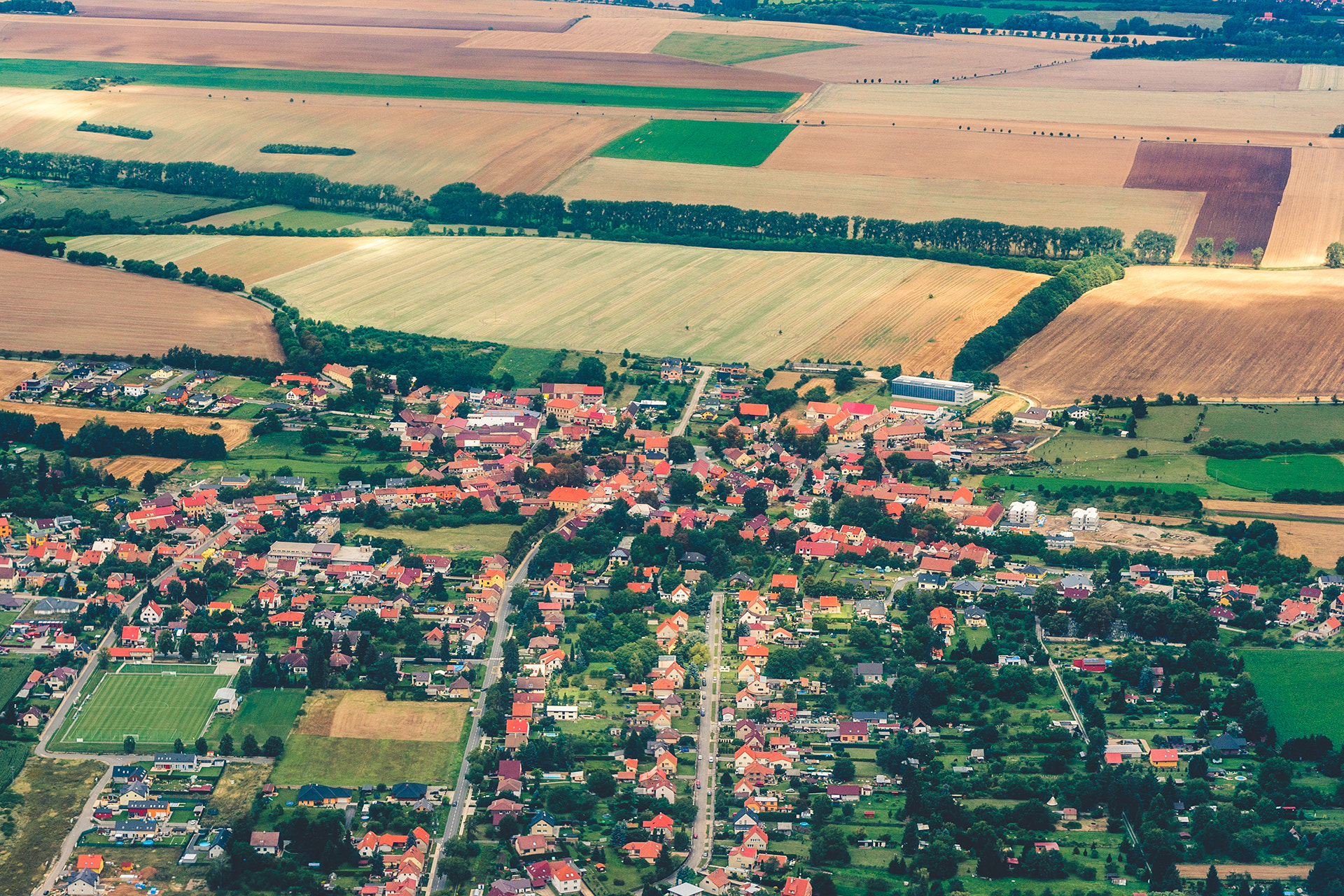
Hostouň in vogelvlucht (2017)
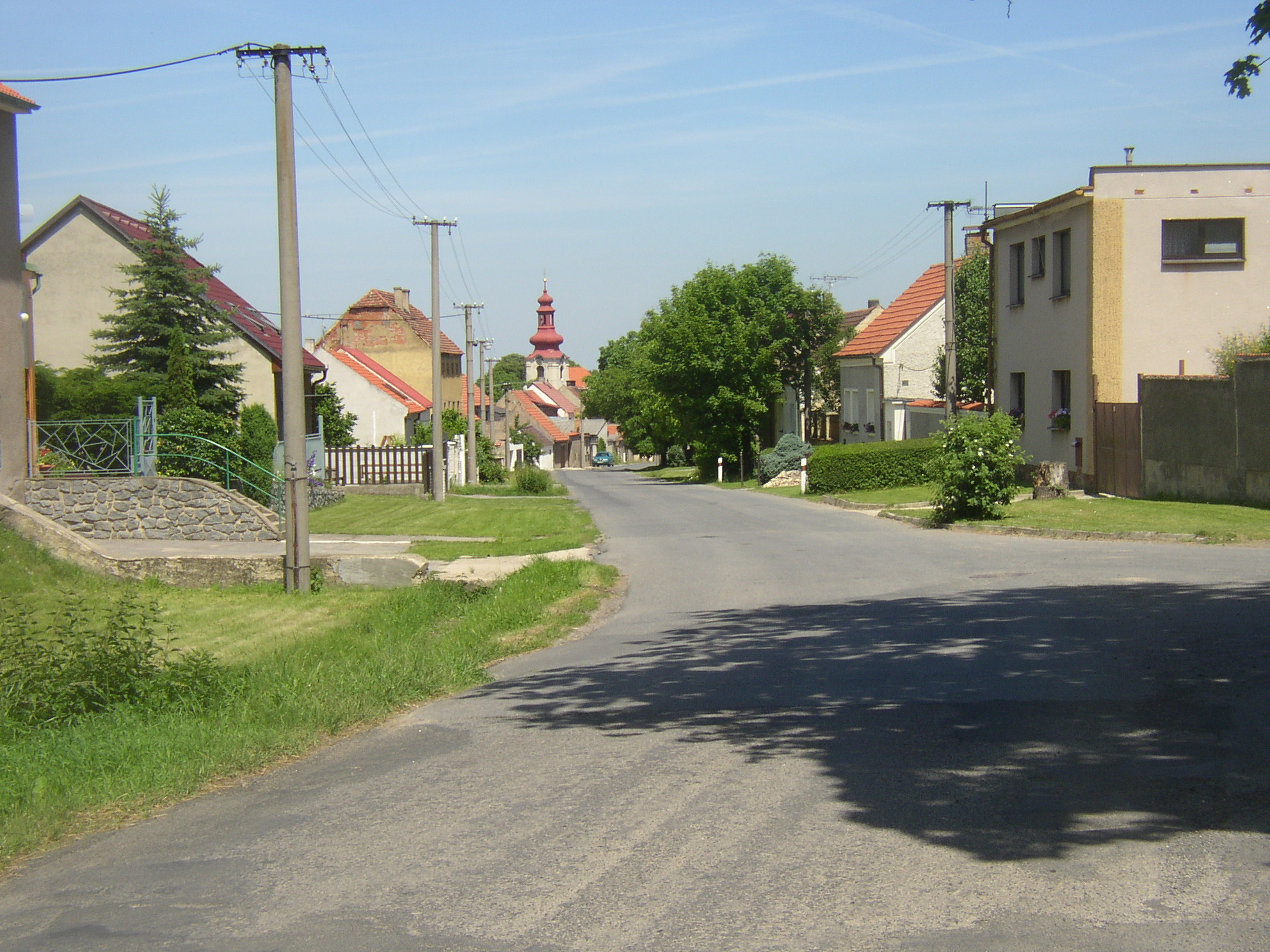
Weg uit Pavlov
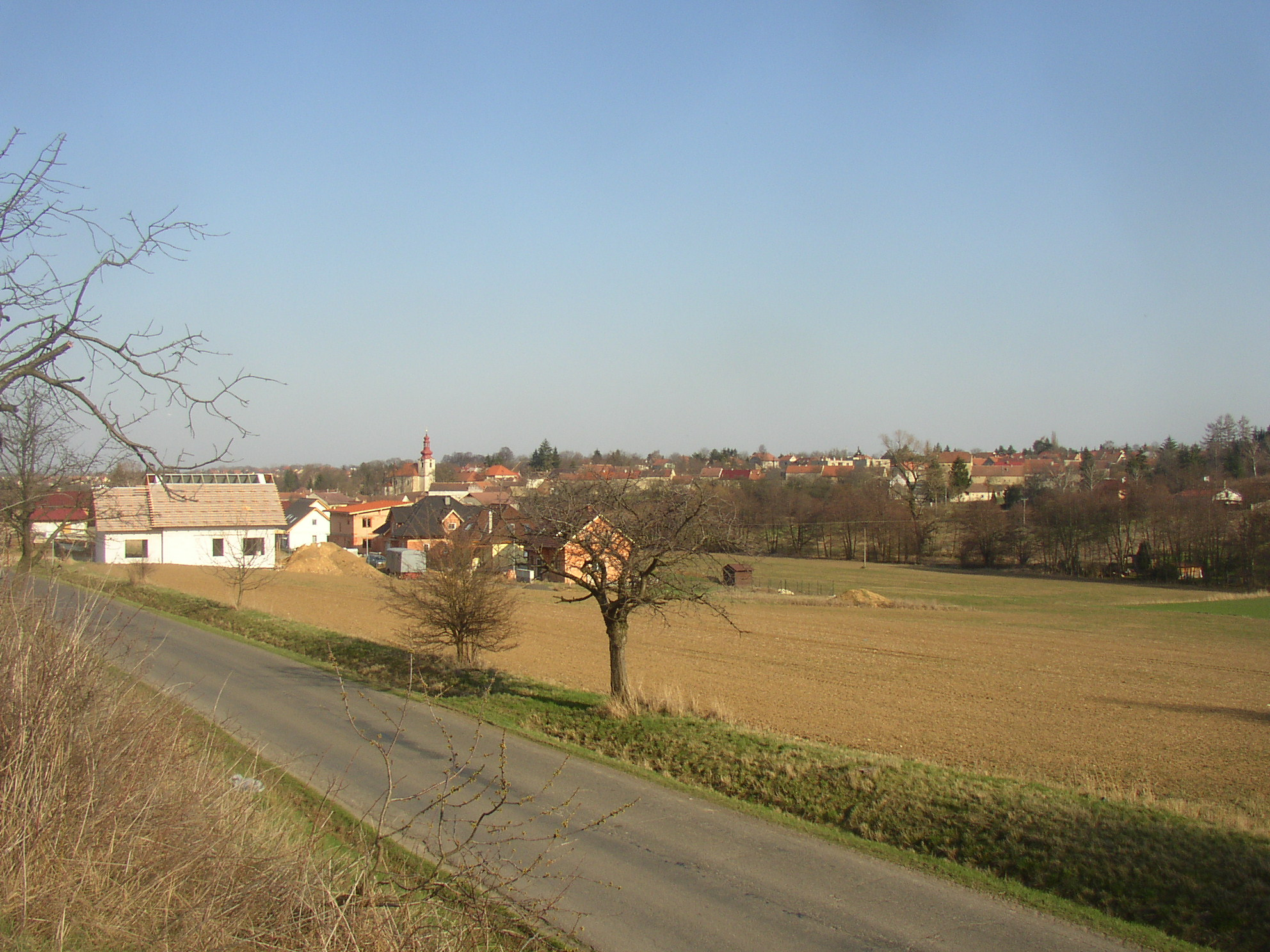
Dolanyweg aan de noordwestkant van het dorp
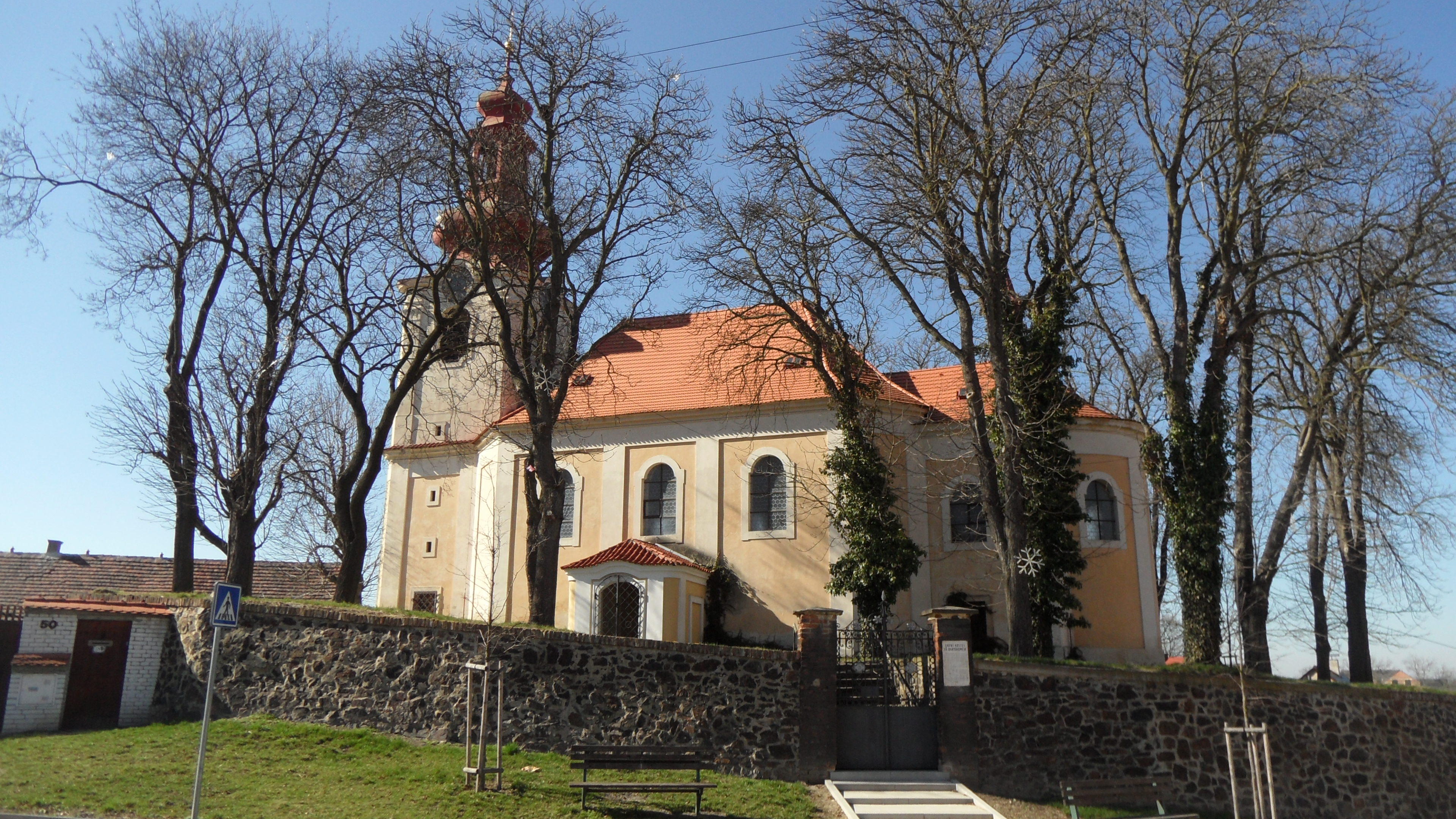
Sint-Bartholomeuskerk
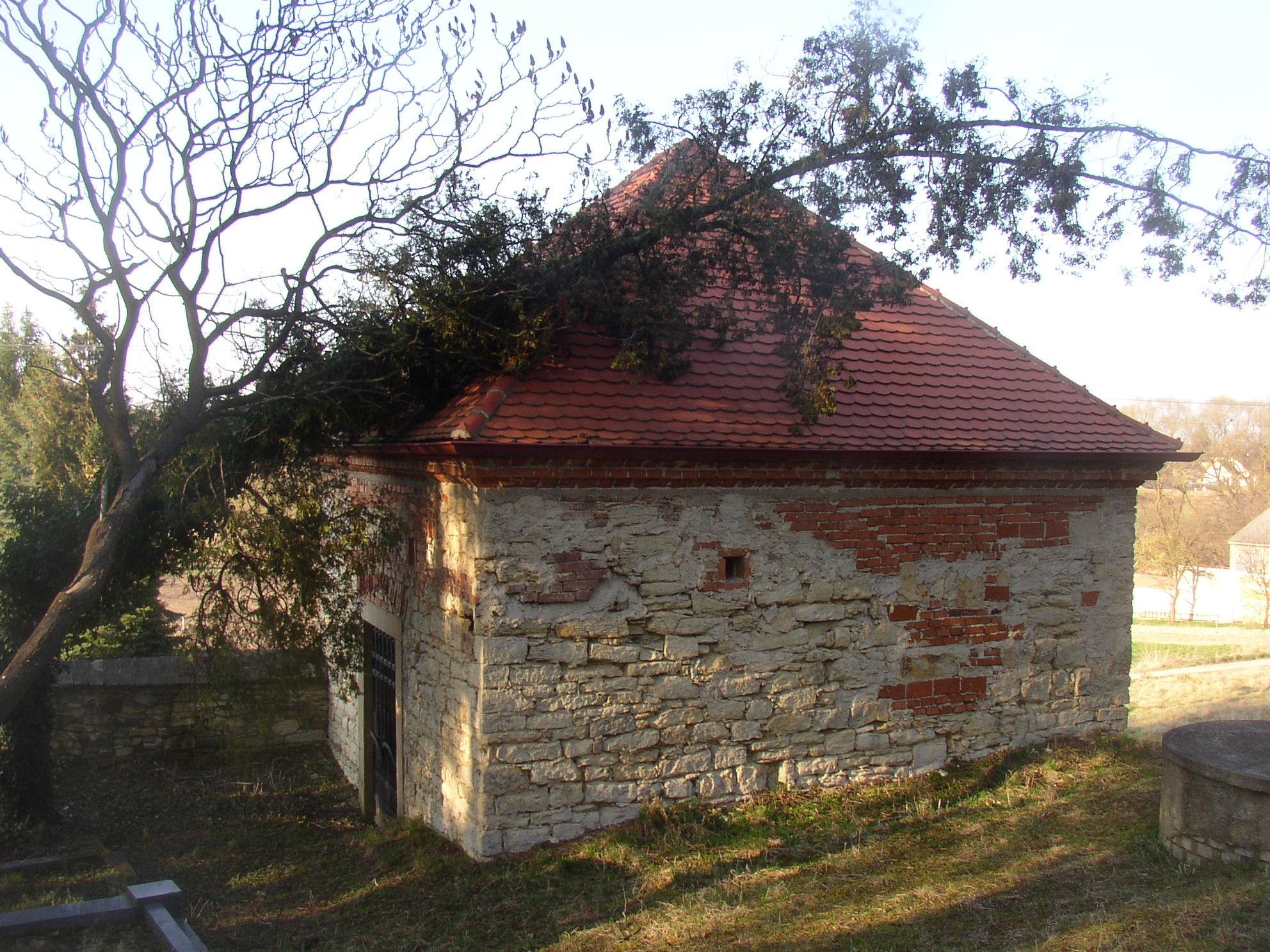
Grafhuisje op de Nieuwe Joodse begraafplaats
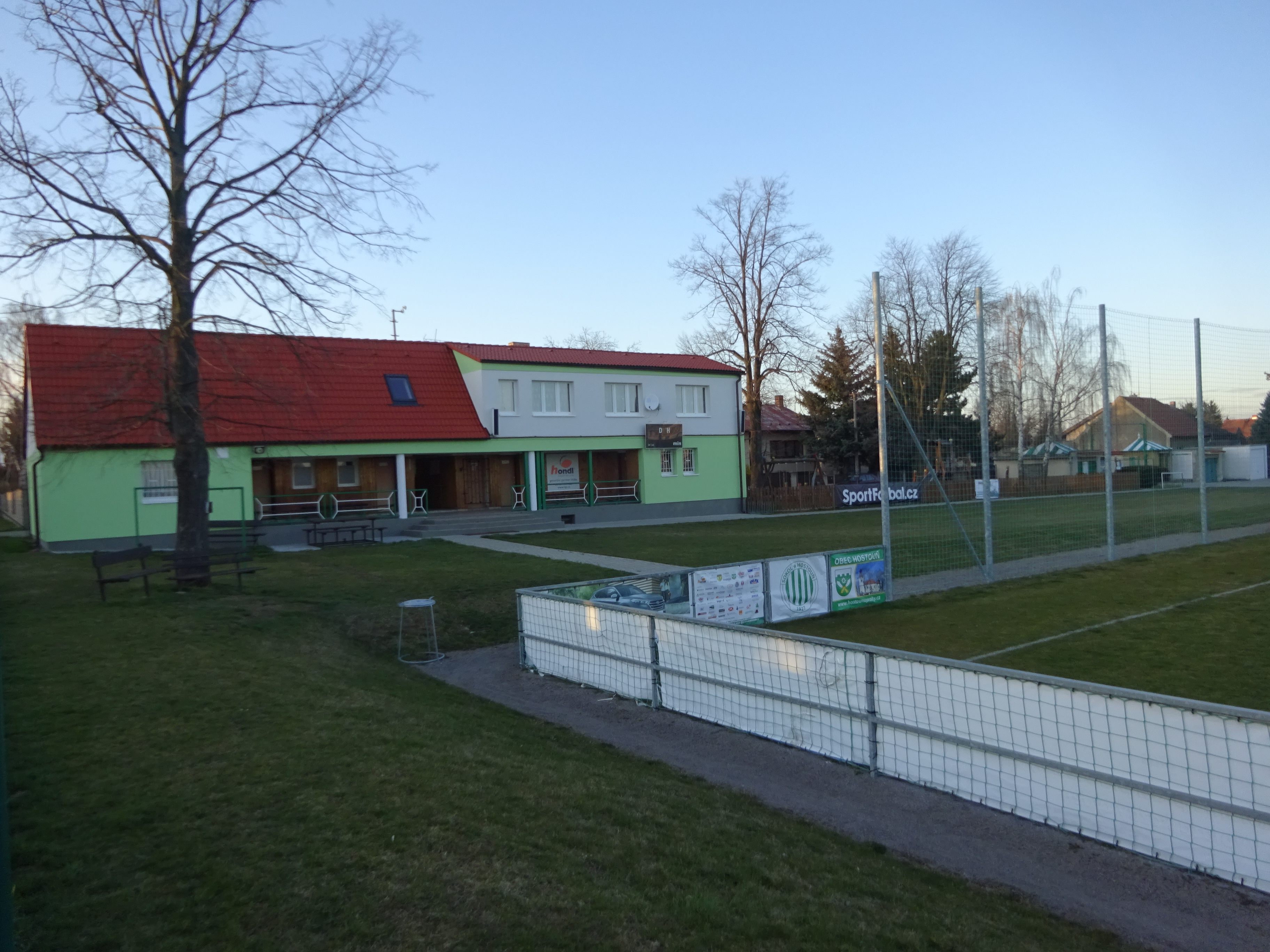
Kantine bij het voetbalveld